# Александер Станіслав Потоцький
Александер Станіслав Людвік Потоцький з Підгаєць (пол. Aleksander Stanisław Ludwik Potocki; 4 травня 1778, Вілянівський палац — 14 березня 1845, Варшава) — польський аристократ, граф, камергер французького імператора Наполеон I Бонапарт, сенатор — каштелян  Царства Польського (1824).

## Біографія
Представник польського магнатського роду Потоцьких герба «Пилява». Єдиний син генерала коронної артилерії Станіслава Костки Потоцького (1755–1821) та його дружини княжни Александри Любомирської (1760–1836). Успадкував від батьків історичні маєтки Потоцьких т.звані Віляновські (підваршавські) землі (це був посаг його матері Олександри), палац в Яблонні, від 1831 року власник т.з. Палацу Потоцьких на Краківському Передмісті, 15 у Варшаві, який до 1945 року був у власності різних гілок родини Потоцьких. У спадок від матері отримав Бережани, Рай (тут за нього побудували мисливський палац).
Під час російсько-французької війни 1806–1807 років входив в свиту французького імператора Наполеон I Бонапарт і в 1807 році в ході візиту Наполеона до Варшави отримав від нього звання камергера. 
У 1812 році став членом освітньої комісії Тимчасового уряду Великого князівства Литовського.
За відгуками сучасників, Потоцький був у свої часи освіченою людиною, який зумів самостійно заповнити прогалини у своїй світській освіті. Він також був побожним католиком і здійснив паломництво до Риму. Один з пристрасних любителів коней, був автором трактатів про конярство. Обіймав посаду генерального директора кінного стада Царства Польського. При ньому була виведена особлива польська порода — Яновський кінь.